# جوليان مورن
جوليان مورن (بالفرنسية: Julien Maurin)‏ هو سائق راليات فرنسي. بدأ مسيرته في سنة 2010. كان أول رالي له هو رالي البرتغال 2010. تنافس في بطولة العالم للراليات.

## روابط خارجية
- جوليان مورن على موقع eWRC-results.com (الإنجليزية)